# Helmut Solbach
Helmut Solbach (* 27. März 1907 in Elberfeld; † 18. Mai 1986) war ein deutscher Politiker der SPD.

## Ausbildung und Beruf
Helmut Solbach besuchte die Oberrealschule, die er mit dem Abitur abschloss. Er belegte ein Studium der wirtschaftlichen Staatswissenschaften an der Universität Köln und diplomierte 1931 zum Diplom-Volkswirt. 1951 erfolgte die Promotion zum Dr. rer. pol. Er arbeitete als Journalist, Sozialberater und Verwaltungsleiter in einem Krankenhaus (Frau Eduard Dörrenberg Krankenhaus) in Engelskirchen-Ründeroth. Danach war er einige Jahre als Dozent für Politik an der Fachhochschule Gummersbach tätig, wo man ihm später auch den Titel eines Hochschulprofessors verlieh.

## Politik
Helmut Solbach war ab 1947 Mitglied des Kreisvorstandes der SPD. Ab 1952 wurde er Mitglied des Oberbergischen Kreistags, von 1960 bis 1962 war er stellvertretender Landrat im Oberbergischen Kreis. Als Mitglied des Stadtrates Gummersbach wirkte er von 1960 bis 1961. Er war Mitglied des Kreis- und Landesvertriebenenbeirates und ab 1961 Mitglied der Landschaftsversammlung Rheinland.
Helmut Solbach  war vom 23. Juli 1962 bis zum 25. Juli 1970 direkt gewähltes Mitglied des 5. und 6. Landtages von Nordrhein-Westfalen für den Wahlkreis 024 Oberbergischer Kreis-Nord bzw. für den Wahlkreis 026 Oberbergischer Kreis.